# Cerro Nube Flan
Cerro Nube Flan, är ett 3 720 meter högt berg i Sierra Madre del Sur i Mexiko och delstaten Oaxacas högsta punkt.. Det är även Mexikos högsta ickevulkaniska berg.